# فرانسيس موراي
فرانسيس موراي (بالإنجليزية: Frances Murray)‏‏ (10 فبراير 1928 -) روائية من المملكة المتحدة. فرانسيس بورتر موراي كاتبة ومحاضرة جامعية في الموسيقى الاسكتلندية، من المدافعين عن حق حصول النساء لتعليم جيد ومنح حق الاقتراع للمرأة. ولدت في الثالث والعشرين من فبراير عام 1843 وتوفت في الثالث من أبريل عام 1919

## النشأة والعائلة
ولدت فرانسيس في ولاية نيويورك عام 1843لآرثر وفرانسيس ستودارد وكلاهما كانوا مؤيدين لحركة تحرير العبيد، وفي عام 1844 هاجرت العائلة إلى مدينة جلاسكو، اسكتلندا، وفي عام 1853 انتقلت العائلة إلى مدينة إلدرسلي، رينفرو شاير، حيث قام آرثر والد فرانسيس بإنشاء مصنع للسجاد تحت اسم «شركة ستودارد الدولية».
كانت فرنسيس تعتمد تعليمها في المنزل لحد كبير، وعلى الرغم من ذلك كانت تذهب إلى مدرسة الإنهاء في مدينة لندن عام 1861. شاركت لأول مرة في حملة لحقوق المرأة في في أثناء زيارة أقاربها في الولايات المتحدة الأمريكية في الفترة 1867-188، وهناك قابلت هي وأختها هارييت بيتشر ستو.
وفي عام 1872تزوجت فرانسيس ديفيد موراي محام اسكتلندي بارز، وذلك بعد فترة طويلة من تودده وتقربه لها ولذلك بسبب حجم الاستقلالية التي كانت تتمتع بها موراي.

في رسالة إلى والدتها في عام 1867، كتبت:
«في الواقع هنا كما في المنزل؛ يُرى أنه من الأفضل للمرأة أن لا تكون لديها آراء بشأن أي أمر أو مسألة، في الأدب أو التاريخ أوالمجتمع أوالسياسة أو حل أي مشكلات إذا كانت تريد في أن يرغب الرجال بها. من الصعب تصور أن أدمغة النساء تقوم بما يخالف رضاها عن نفسها، أو أن أدمغة النساء تعمل كعائق لها ليس لمساعدتها. أمي العزيزة أنا أفضّل أن يكون لدي عقل بدلا من العيش على إطراءات وتحيات فارغة وأكون كلعبة في يد أي رجل».
انتقل الزوجان للعيش في مدينة كاردروس بعدها بوقت قصير، وأنجبت ثلاث بنات: سيلفيا وينثروب موراي (19 أغسطس 1875 - 17 يناير 1955) ويونيس غوثري موراي (21 يناير 1878 - 26 مارس 1960) ودوروثي وابن واحد هو أنتوني ستودارد موراي (16 مارس 1880 - 23 مارس 1918).

## حياتها العملية
أعربت موراي عن رغبتها في العمل منذ سن مبكر، لكنها منعت من ذلك بسبب جنسها. وكتبت
«في أيام شبابي، كانت مهنة الأم تهدف إلى جعل ابنتها جميلة وجذابة ويجب عليها أن تنجز ما يكفي لجعلها تتزوج بشكل جيد. في حين قدم عدد قليل من المهن الأخرى للنساء لتعمل بها».
على الرغم من ذلك تمكنت موراي من إلقاء محاضرات للعامة حول الموسيقى الاسكتلندية وقامت بتنظيم حفلات موسيقية في مسقط رأسها في كاردروس. كما قامت بتأليف كتب في أنواع مختلفة مثل السفر وديوان الشعر.

## حملة المناداة بتعليم المرأة
تشاركت فرانسيس مع ديفيد موراي في العديد من الاهتمامات في جوانب مختلفة لحقوق المرأة، وكانوا من داعمي جمعية غلاسكو للتعليم العالي للمرأة. حضرت فرانسيس العديد من المحاضرات في جامعة غلاسكو وألقت أيضا بعض الأغاني والتقاليد الاسكتلندية.

كتبت عن مدى تحسن حقوق المرأة  من حيث التعليم خلال فترة حياتها:
«إن العصر الفيكتوري الحالي خرج من رحم هذه العبودية، الآن لدينا مدارس وكليات متاحة لكل الإناث»

## المشاركة السياسية
اقتبست موراي في مذكرات ابنتها قول:
«قبل أن أموت، أتطلع إلى تحقيق المساواة بين الجنسين» 
و كانت هي وبناتها أعضاء في «رابطة الحرية النسائية»، وفي عام 1910 قادت موراي أحد المظاهرات التي كانت تطالب بحق المرأة في الاقتراع في أدنبرة. كما شجعت بناتها على اغتنام الفرص التي حرمت منها كامرأة شابة، كتبت في رسالة إلى ابنتها يونيس، «امضي قدما يا ابنتي- لديك جبهتين حاربي عليهم»

## وفاتها
توفيت موراي في مدينة كاردروس في الثالث من أبريل عام 1919، لكنها تمكنت من التصويت في انتخابات 1918 في المملكة المتحدة، وهي المرة الأولى التي تستطيع فيها المرأة القيام بذلك.